# Blacus fuscitibialis
Blacus fuscitibialis är en stekelart som beskrevs av Van Achterberg 1988. Blacus fuscitibialis ingår i släktet Blacus och familjen bracksteklar. Inga underarter finns listade.